# El Rebollar (comarca)
El Rebollar (extremeny: El Rebollal) és una comarca de la província de Salamanca (Castella i Lleó), al vessant de Salamanca de la Sierra de Gata. S'anomena així per ser el roure "rebollo" (Quercus pyrenaica) l'espècie més característica de la zona. Es tracta solament d'una denominació històrica, ja que no existeixen divisions per comarques oficialment reconegudes en la província. La seva extensió és de 302,43 km² i està formada pels municipis de Navasfrías ("Navafrías"), El Payo ("Payu"), Peñaparda ("Peñaparda"), Robleda ("Robrea") i Villasrubias ("Villarrubias").
La riquesa natural de la comarca ha fet que en l'any 1991 la Junta de Castella i Lleó delimités preventivament la comarca com espai natural protegit. Aquest espai natural protegit transcendeix de les fronteres naturals de la comarca del Rebollar (La Serra de Gata i els rius Águeda i Ollerus) per a arribar a altres pobles fora d'aquesta. Així, l'espai protegit comprèn terres dels termes municipals dels següents pobles (inclosos els 5 que formen El Rebollar): Agallas, Martiago, El Sahugo, Herguijuela de Ciudad Rodrigo, Robleda, El Payo, Peñaparda, Villasrubias, Fuenteguinaldo, Casillas de Flores i Navasfrías.
A 1 de gener de 2006, la població de la comarca del Rebollar ascendia a uns 2.300 habitants, encara que la tendència poblacional està en franca reculada (a 1 de gener de 2001 en la comarca vivien 2.606 habitants, amb el que en 5 anys la població ha descendit en 300 persones).

## Cultura
Si la comarca és rica en naturalesa, no ho és menys en cultura: El seu tret cultural més característic és la coneguda com a "palra d'El Rebollal", que és la varietat local de la llengua altoextremenya (una varietat dintre del domini lingüístic asturlleonès) i que encara conserven al voltant de 4.000 persones (entre la gent que viu dintre de la comarca i els emigrants a altres països o altres zones de la Península). Sobre aquesta varietat de l'altoextremeny són d'obligada consulta els treballs del professor Ángel Iglesias Ovejero ("El habla de El Rebollar. Descripción" i "El habla de El Rebollar. Léxico"), José Alonso Pascual ("Robleda. Cronica y descripción del lugar") i José Benito Mateos Pascual ("Breve descripción de Peñaparda"). El 2003 va aparèixer el primer nombre de la revista electrònica La Gurulla i en l'any 2004 el primer llibre literari escrit en aquesta varietat lingüística: "El corral los mis agüelus". No podem oblidar-nos tampoc d'un altre dels elements singulars de la comarca, com és el "panderu cuadráu" de Peñaparda, que és tocat per les dones amb una porra similar a la dels timbalers, de manera que és única en cap altra localitat de la Península (i potser, del món). A més, existeixen multitud de balls singulars dintre del folklore de la província de Salamanca com "el fandangu", "el son" i "jota de dos pasus" (tots ells de Robleda), els "ajecháus", "salteáus", "corríus y brincáus" i el "ofretoriu" (tots ells de Peñaparda) o la "charrá primera", "charrá segona" i "repicoteáu" d'El Payo.